# Орешник
Орешник е село в Южна България. То се намира в Община Тополовград, област Хасково.

## География
Село Орешник е сгушено в полите на Сакар планина. Намира в община Тополовград и местоположението му е в южния централен регион. Площта му в 33,339 кв. км, географска му ширина е 42.067 N, а географска дължина 26.367 N.
То е едно от най-големите села в региона. Намира се на 3 км от гр. Тополовград. Най-близкото селище е Капитан Петко войвода, на разстояние 4 км източно от Орешник. Най-близката ЖП гара се намира в гр. Ямбол на 65 километра североизточно. Най-близкият ГКПП е при с. Лесово на българо-турската граница, областният център Хасково е на 90 км. в западна посока, столицата е на 260 км.
Климатът в селото е топъл, като през лятото термометрите надвишават 35 градуса. Повечето от землищата са равни и благоприятни за отглеждане на растения. Най-честите са житните и бобовите култури, картофите, тютюнът и лозята.

## Демография
В населеното място се наблюдава тенденция на намаляване на населението, заради застаряването му, ниската раждаемост и високата емиграция, като жителите наброяват около 960. През 70-те и особено през 80-те години на XX век много от жителите, особено младите, започват да се изселват в по-големите градове като Стара Загора, Ямбол, Пловдив, Хасково поради икономически причини.
Редица правителствени програми преди и след 1989 г. целяха решаване на демографската криза в селото и региона. Безуспешни и печално известни са опитите през 70-те и 80-те години на XX век за превръщане на Странджа-Сакар в „Република на младостта“, като в селото бяха изградени жилища.
| Постоянен адрес общо | Настоящ адрес общо | Постоянен и настоящ адрес |
| -------------------- | ------------------ | ------------------------- |
| 760                  | 960                | 960                       |

## История
Според преданията селото датира от 1606 година. Някога населеното място е било на около 2 км от сегашното. Много хора са се разболявали и умирали, затова малкото останали жители повикали лекар. След като той дошъл им казал: „Това място е прокълнато, пуснете воловете на свобода. Там където спрат за почивка, там ще бъде новото село.“ Хората изплашени пуснали своите волове. Те спрели да вървят където се намира днешното село Орешник. Всички оставили своите къщи и дворове, заминали единствено с покъщината и добитъка си. Така започнал строежът на новите домове.
С годините се засявали десетки декари с орехови дръвчета. Селото се славело с тях и малко по-късно местните решават селото да го кръстят Козлуджа (от гръцки „кос“-орех). Единствената гръцка чешма, която тече и до днес, се казва „Зиберкова“ чешма. Кръстена е на красивата гръцка дама Зиберка.
Преди повече от век гърците са изселени от селото, като от тях остават много следи – гръцки къщи, гробища, чешми, обществени постройки. Новите жители са преселници, бежанци и техните потомци. Някои от тях ползват създаденото от предшествениците си, а други решават да построят собствени кирпичени колиби. С годините селото се разраства и се прекръства с българско име „Орешник“, което отново се свързва с ореховите дръвчета.
Някогашната мощна земеделска кооперация „Тракиец“ е посадила хиляди декари лозя, след като се знаело, че орешанските землища са най-благоприятни за отглеждането на лозя. Безспорно още преди много години с. Орешник е имало най-много добив на грозде в община Тополовград. Имало е проект за построяването на „Винпром Орешник“, но той така и не се е реализирал.
През годините на XXI век кооперацията едвам успява да съществува и да изплаща заплатите на персонала. Ударът бил през 2005 – 2006 година, когато кооперацията и стопанският двор фалират. Днес хилядите декари лозя загиват, стопанският двор е пуст, а сградата в него се руши.
През средата на XX век се сформирал футболен отбор, който притежавал стадион и сграда със съблекални в долния край на селото. Много пъти се провеждали футболни мачове, много футболисти са играли на стадиона. Сега той е типично пасище за животни, а съблекалните не съществуват.

## Религии
90% от населението на с. Орешник изповядва източноправославно християнство. В селото има църква на име „Св. Петка“. За нея не е известно кога е построена. Нейният купол с камбана се издига сред ниските къщи на стръмния каменист баир. На територията на населеното място няма нито едно мюсюлманско семейство.
През лятото на 2008 г. бе завършен параклис „Св. Пр. Илия“, който отвори врати на 20 август 2008 г. (Илинден). През XX век е имало друг стар параклис на мястото на сегашния. Както повечето хора знаят, старият дядо Стефан бил собственик на параклиса, поддържал го и работел в него. Много хора отивали там да се помолят или запалят свещ за здраве. Куполът на параклиса имал камбана, сградата била с красиви огради, докато дядото бил жив. Днес камбаната е в купола на църквата, оградите ги няма, а старата сграда е разрушена. При изчистване на мястото за новия параклис са намерени 2 плочи с неизвестни надписи.

## Икономика
Орешник се намира в слабо индустриално развит район. Поради граничното му местоположение, през годините на социализма в селото не бяха изграждани индустриални предприятия. Традиционно развито е земеделието (тютюнопроизводство, лозарство и др.), основен поминък на населението в миналото.
В края на 2004 г. бе ликвидирана земеделска кооперация „Тракиец“.
90 % от трудоспособните жители работят в Тополовград и региона.

## Образование
Българското образование в с. Орешник се слави със своята 100-годишна история. Основно училище „Св. св. Кирил и Методий“ се оглася от веселия смях на 85 ученици от 1 до 8 клас. Има обзаведена компютърна зала с осем компютъра и интернет. В училището се обучават ученици от с. Орешник, с. Мрамор, с. Капитан Петко войвода и от гр. Тополовград. На пътуващите ученици е осигурен безплатен транспорт и придружаващ ги родител. Осигурена е безплатна закуска за учениците от начален етап. Многократно са печелени проекти и състезания.
Училището е едно от 7-те работещи в общината, като има опасност то да бъде закрито, поради демографския срив в района.
Целодневната детска градина „Слънце“ се помещава в бившата сграда на основното училище и е една от 6-те работещи в цялата община. Малчуганите наброяват около 20, като част от тях са от съседни села. Дворът е снабден с нови беседки, люлки, пързалки и други детски съоръжения по проект на ЕС.

## Култура
Някогашното кирпичено едноетажно читалище, построено през XIX век, за което се знае, че е имало библиотека и малка театрална зала (кино), в което са представяли много творби и филми. С разрастването на селото все повече се чувства нуждата за по-голяма и удобна читалищна сграда. Жителите, „държащи“ за нов „Културен дом“, решават да съберат допълнителни средства за оборудването на сградата. Така през 1984 година се осъществява тържествено откриване на новия съвременен „Културен дом“, в който ще се помещават театрална зала (кино), заведение, библиотека, дава името му „Екзарх Антим I“. През годините се сформират певчески, танцови и театрални групи, които активно организират тържества, шоута, театри, някои от по-известните са „Пепеляшка“, „Забранена любов“, „Глупаци“, „Мързеливата Богданка на XXI век“. Също така се представят известни филми. Ежегодно се осъществяват беседи за екологията, културата и др. В сградата се помещава изложбена зала. С настъпването на демокрацията и липсата на собствен бюджет на селото, държавни и общински средства, важни за попълване на библиотечния фонд и поддръжка на базата, я доведоха до окаяно състояние.
Днес Народно Читалище „Екзарх Антим I“ е единствената културна институция на територията на селото и е една от десетте действащи на община Тополовград, с най-разнообразна дейност. През последните две години то работи съвместно с кметството на селото, в резултат на което има засилен и дълготраен интерес от страна на деца, юноши и възрастни хора. През лятото, когато в повечето такива институции цари тишина, в Орешник е най-оживено.

## Събития
- Празникът „Джамал“

Първият ден от всяка Нова година е истински празник за жителите на село Орешник. Тогава трийсетина мъже, облечени в овчи кожи като „джамали“, разнасят по къщите здраве, берекет и пожелание за добра година. По този начин младите хора продължават една вековна традиция, възстановявана всяка година.
Село Орешник е изцяло от преселници, бежанци и техните потомци. Много са обичаите и традициите, които вече са изоставени и забравени. За някои от тях са останали само спомени. Една традиция обаче орешанци пазят свято и предават от поколение на поколение, от бащи и деди на деца и внуци. Става дума за прочутите орешански „джамали“. Обичаят има езически произход и представлява ритуално прогонване на болестите, лошотията и зимата, което го сродява с кукерските игри.
В групата участват както 15 – 16 годишни юноши, така и 30 – 35 годишни мъже. Още в тъмни зори на първия ден от новата година джамалите тръгват из селото, като до обяд го обикалят почти цялото и влизат в къщите на хората за здраве, берекет и добра година. Освен джамали, в групата има „моми“ и „пепелаши“, които носят в кожени торби пепел и ръсят за здраве. Всяка година шествието е съпроводено с традиционните комични и весели ситуации. Има и опити за крадене на „момата“, която „пепелашите“ здраво пазят.
Смелчаци дразнят и се закачат с джамалите. Наименованието на маскираните мъже, участващи в обичая Джамал, е с турско-арабски произход и означава хубав, красив, и е в нарочен контраст с облеклото им. Подготовката за провеждането на този празник започва още в началото на декември. Събират се изсушени овчи кожи и от тях се правят своеобразни карнавални облекла, маски и други необходими атрибути. Събират се различни по размер чанове, хлопатари и звънци.
- Празник на селото

Празникът на селото е на 30 май. През комунизма той се празнуваше и бяха изнасяни целодневна програма и панаир, но с „влизането“ на демокрацията в България, този ден се превърна в обикновен за всички орешанци.

## Културни и природни забележителности
- Сакар планина, връх Вишеград (856 м)
- Връх Дамкая
- Къщи от гръцко време
- Връх Голямата Тава
- Местност „Чинакъли“
- Черните скали
- Останки от тракийски могили (опустошени от иманярите) и крепост. Паметник на загиналите във Втората световна война
- Паметник на загиналите във Втората световна война 1944 – 1945 г.
- Църква „Света Петка“
- Параклис „Свети Пророк Илия“
- Наблюдение на грабливи птици. Маршрутът започва от село Орешник и се движи по пасищата успоредно на шосето за село Мрамор. Дължината му е около 5 километра. Предлага добри възможности за наблюдение. Подходящ е за преминаване с велосипед. Могат да се видят птици като царски орел, скален орел, малък креслив орел, малък орел, орел змияр и белоопашат мишелов.

## Личности
Загинали във Втората световна война:
- Стоян Петков 1914 – 1944 г.;
- Александър Келтодоров 1914 – 1944 г.;
- Стоян Бабаджиев 1919 – 1944 г.;
- Георги Бакалов 1922 – 1945 г.

Други
- Тодор Георгиев Майсторов 1917 – 1977 г. народен учител и будител, носител на орден „Св. св. Кирил и Методий“;
- Стоянка Аргирова – народна певица;
- Александър Александров – футболист.
- Христо Христов (1932 – 2013), офицер, контраадмирал

## Обществени институции
В населеното място действат следните обществени институции:
- Кметство, адрес на кметство: пл „9-и септември“,

тел: 0470/5-40-70
- Пощенска станция
- Народно читалище
- Основно училище
- Целодневна детска градина

## Други
Редица правителствени програми преди и след 1989 г. целяха решаване на демографската криза в региона. Така известната улица „Младежка“ застроена с къщи от правителствените програми е почти пуста. Безуспешни и печално известни са опитите през 70-те и 80-те години на XX век за превръщане на Странджа-Сакар в „Република на младостта“.
В последните години все повече стават фермите в селото. Препитанието на хората с отглеждане на стотици овце, става все по добър вариант за оцеляване. Фермата за угояване на животни, предагаща работа на по-голямата част от хората днес е разрушена до основи. Закриването на гигантски фабрики и ферми, налагането на ТКЗС, отнемането на земи, навлизането на демокрацията показват лоши резултати. Чувствително започва да запустява не само селото, но и цялата околност.
Официален сайт:http://oreshnikweb.weebly.com/

## Галерия
- Изглед на училището
- Екзарх Антим I
- Пл. „9-и септември“
- НЧ „Екзарх Антим I“
- Паметник на загиналите във Втората световна война
- Една от най-старите къщи в селото
- Танцова група

1. ↑  www.grao.bg